# Plouharnel
Plouharnel è un comune francese di 2 042 abitanti situato nel dipartimento del Morbihan nella regione della Bretagna.

## Società

### Evoluzione demografica
Abitanti censiti